# Jean-Pierre Blanc
Jean-Pierre Blanc (ur. 23 kwietnia 1942 w Charenton-le-Pont, zm. 21 maja 2004 w Saint-Cloud) – francuski reżyser i scenarzysta filmowy. 
Na przestrzeni lat 1972–1993 wyreżyserował sześć filmów fabularnych oraz serial TV Joseph Conrad (1991). Jego największym zawodowym sukcesem była komedia Stara panna (1972) z Annie Girardot i Philippem Noiretem w rolach głównych. Obraz ten przyniósł mu Srebrnego Niedźwiedzia dla najlepszego reżysera na 22. MFF w Berlinie.

## Wybrana filmografia

### Reżyser
- Stara panna (La vieille fille, 1972)
- Un ange au paradis (1973)
- D'amour et d'eau fraîche (1976)
- Le devoir de français (1978)
- L'esprit de famille (1979)
- Caravane (1993)